# شوك النار القرمزي
شوك النار القرمزي أو بوراقنتي (الاسم العلمي: Pyracantha coccinea) هو نوع من النباتات يتبع جنس شوك النار من الفصيلة الوردية.